# 마사 스콧
마사 스콧(영어: Martha Scott, 1912년 9월 22일 ~ 2003년 5월 28일)는 미국의 배우이다. 《우리 읍네》(1940)로 1941년 제13회 아카데미상 여우주연상 후보에 올랐다.
밴나이즈에서 사망했다.

## 출연 작품

### 영화
- 우리 읍네 (1940)
- 한 발은 천국에 (1941)
- 스테이지 도어 캔틴 (1943)
- 필사의 도망자 (1955)
- 십계 (1956) - 요차벨 역
- 사요나라 (1957)
- 벤허 (1959) - 미리엄 역
- 샬롯의 거미줄 (1973)
- 에어포트 75 (1974)
- 터닝 포인트 (1977) - 애들레이드 역
- 10월의 첫 월요일 (1981, First Monday in October)
- 나는 외계인 (1988, Doin' Time on Planet Earth)
- 사랑과 배반 (1989, Love and Betrayal)
- 거리의 딸 (1990, Daughter of the Streets)

### 텔레비전
- 6백만 달러의 사나이 (1974-75)
- 소머즈 (1976-77)
- 유물 (1978, The Word)
- 댈러스 (1979-85)
- 호텔 (1985-87)
- 제시카의 추리극장 (1987)